# Trombocitosis
Trombocitosis (también llamado "hiperplaquetosis") es la presencia de un alto número de plaquetas en la sangre, puede ser reactiva y primaria (también llamada trombocitosis esencial, la cual es un síndrome mieloproliferativo crónico). Generalmente asintomática (particularmente cuando es secundaria a una reacción), puede predisponer a una trombosis en algunos pacientes.
Generalmente, el recuento normal se encuentra  entre 150 000 y 450 000 plaquetas por microlitro en la sangre. Sin embargo, una desviación de estas cifras no implica necesariamente enfermedad. Recuentos más allá de 750 000 son considerados límites para realizar un diagnóstico de la causa.